# 빌라프랑카두캄푸

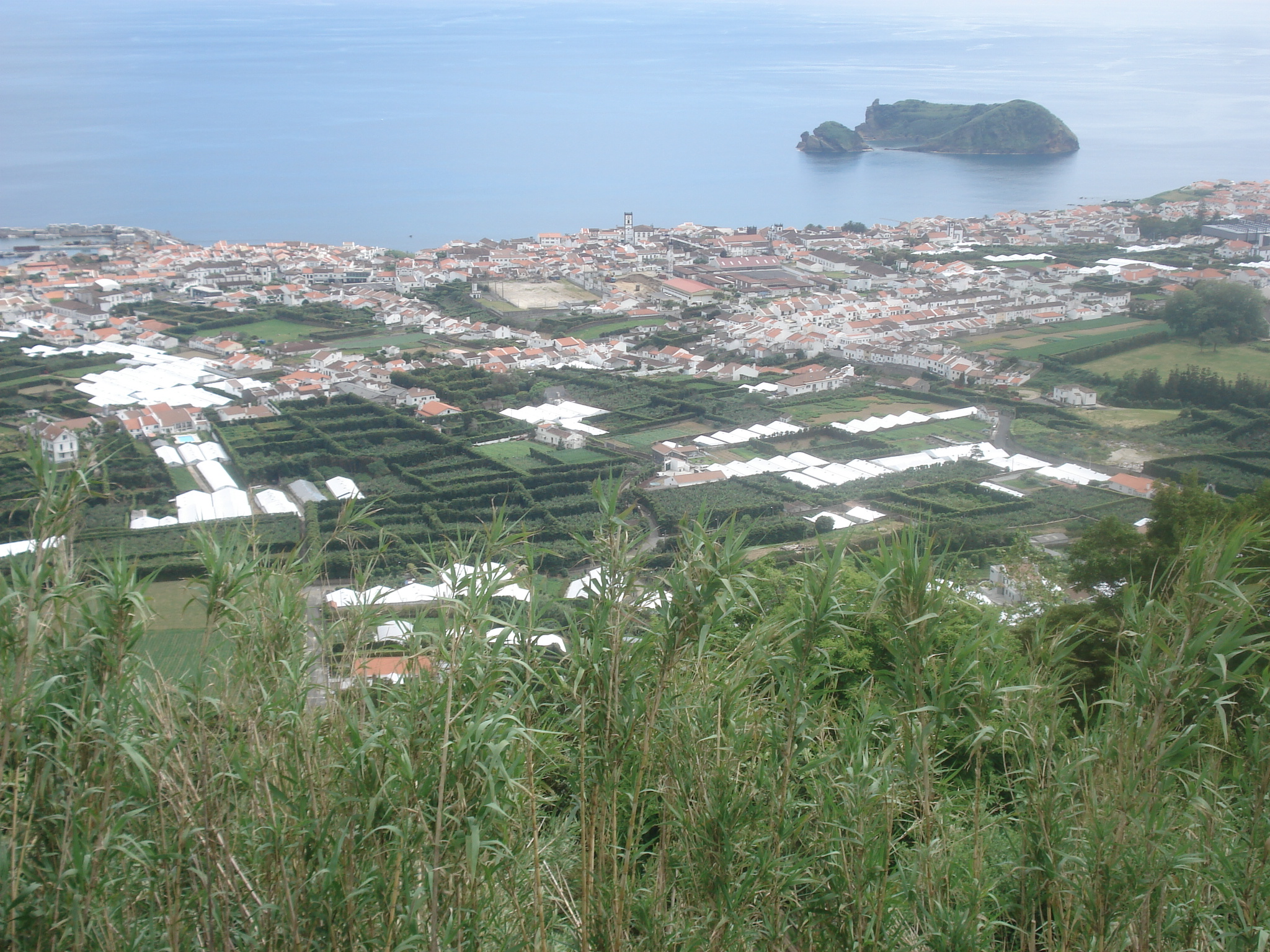
빌라프랑카두캄푸

빌라프랑카두캄푸(포르투갈어: Vila Franca do Campo)는 포르투갈 아소르스 제도의 섬 중 하나인 상미겔섬의 주요 도시이다. 면적은 77.97km2, 인구는 2011년 기준으로 11,229명이다.